# 金佳覽
金佳覽（： Kim Ga Ram，日文：キム・ガラム，2005年11月16日—），韓國女歌手，生於韓國首爾特別市，曾為 韓國女子團體LE SSERAFIM成員。

## 個人生活
金佳覽有一個相差兩歲的姊姊和一個相差10歲的弟弟。曾就讀於蓋峰小學、建國小學和京仁中學。後來，她進入了首爾公演藝術高等學校。在退出LE SSERAFIM後，以普通學生畢業。目前錄取建國大學戲劇系。
2025年3月5日，建國大學官方頻道公開《2025年新生歡迎影片》，片尾製作人員名單中金佳覽以「導演組」身份列名。此外，她亦在影片末段的大合照中以部分遮臉的方式現身。
自離開LE SSERAFIM後，金佳覽保持低調，專注於學業及演藝相關領域的學習，並逐步參與幕後影像製作工作。她曾透過友人社群帳號發表聲明，表示自己並未施加暴力，並表達希望有機會親自澄清相關爭議。
2025年5月18日，開通個人instagram帳號。

## 演藝生涯
2022年4月5日，SOURCE MUSIC公佈Garam為LE SSERAFIM的第二名成員。5月2日，以迷你專輯《FEARLESS》正式出道。5月20日，SOURCE MUSIC於Weverse以及Twitter公告，金佳覽因霸凌爭議在出道過程中備受心理困難，決定暫時停止活動。
2022年7月20日，SOURCE MUSIC發佈公告，已終止與金佳覽的專屬合約，正式宣布金佳覽離開團體，LE SSERAFIM往後會以五人體制進行活動。

## 爭議
2022年4月5日，韓國論壇theqoo開始出現有關金佳覽校園霸凌爭議。LE SSERAFIM出道紀錄片《The World Is My Oyster》裡關於她的訪問片段與鏡頭均被全數刪除。

## 外部連結
- 金佳覽的Instagram帳戶